# Lijst van landen in 1945
Hieronder volgt een lijst van landen van de wereld in 1945.

## Uitleg
- Op 1 januari 1945 waren er 55 onafhankelijke staten die door een ruime meerderheid van de overige staten erkend werden (inclusief Andorra[1] en exclusief Nieuw-Zeeland[2] en bezette gebieden). In 1945 kwamen Nederland, Denemarken, Noorwegen, Luxemburg en Tsjecho-Slowakije er als onafhankelijke staten bij en verdwijnen Duitsland en Japan.
- De in grote mate onafhankelijke Britse dominions zijn weergegeven onder het kopje dominions van het Britse Rijk.
- Alle de facto onafhankelijke staten zonder ruime internationale erkenning zijn weergegeven onder het kopje niet algemeen erkende landen.
- Afhankelijke gebieden en gebieden die vaak als afhankelijk gebied werden beschouwd, zijn weergegeven onder het kopje niet-onafhankelijke gebieden.
- Autonome gebieden, bezette gebieden en micronaties zijn niet op deze pagina weergegeven.

## Staatkundige veranderingen in 1945
- 11 maart: het Keizerrijk Vietnam wordt een Japanse vazalstaat (voorheen Japans bezet gebied).
- 18 maart: Cambodja wordt een Japanse vazalstaat (voorheen Japans bezet gebied).
- 20 maart: Jersey en Guernsey gaan weer bij het Verenigd Koninkrijk horen (voorheen Duits bezet gebied).
- 27 maart: einde van de Japanse vazalstaat Birma. Birma gaat weer bij het Verenigd Koninkrijk horen.
- 1 april: Amerikaanse inname van de Japanse Riukiu-eilanden.
- 4 april: Einde van de Duitse vazalstaat Slowakije. Stichting van Tsjecho-Slowakije.
- 8 april: Laos wordt een Japanse vazalstaat (voorheen Japans bezet gebied).
- 12 april: einde van de geallieerde bezetting van Luxemburg.
- 22 april: Franse inname van Sigmaringen, waarmee de enclave van het Vichy-regime aldaar ten einde komt.
- 25 april: einde van de Duitse vazalstaat Italiaanse Sociale Republiek. Het gebied gaat weer bij het Koninkrijk Italië horen. Er komt hiermee ook een einde aan de de facto onafhankelijkheid van de Republiek Valsesia.
- 5 mei: einde van de Duitse bezetting van Nederland.
- 5 mei: einde van de Duitse bezetting van Denemarken. Groenland wordt weer bij Denemarken gevoegd. Denemarken blijft nog tot 5 november onder geallieerde bezetting staan. Het Deense eiland Bornholm wordt op 9 mei door de Sovjet-Unie bezet.
- 7 mei: de Italiaanse Egeïsche Eilanden worden door de Britten ingenomen.
- 7 mei: opheffing van de Hongaarse Staat (Hongarije staat onder Russische bezetting tot 1947).
- 8 mei: Duitsland wordt bezet door Frankrijk, het Verenigd Koninkrijk, de Verenigde Staten en de Sovjet-Unie. Einde van de vazalstaat Kroatië. Dit gebied komt bij Joegoslavië. Einde van de Duitse bezetting van Noorwegen en het Reichskommissariat Ostland.
- 13 mei: einde van het Duitse Protectoraat Bohemen en Moravië. Het gebied gaat bij Tsjecho-Slowakije horen.
- 13 mei: einde van de Britse bezetting van de Faeröer.
- 10 juni: einde van de Japanse bezetting van Labuan op Borneo. Het gebied komt te vallen onder het Britse militaire bestuur over Borneo.
- 14 juni: einde van de Japanse bezetting van Brunei op Borneo. Het gebied komt te vallen onder het Britse militaire bestuur over Borneo.
- 15 augustus: einde van de Japanse vazalstaat Mantsjoekwo na Russische inval.
- 15 augustus: het Japanse afhankelijke gebied Korea wordt de Sovjet-vazalstaat Volksrepubliek Korea.
- 15 augustus: Indochina gaat weer bij Frankrijk horen.
- 17 augustus: Indonesië verklaart zich onafhankelijk. Het gebied staat echter nog onder geallieerde bezetting.
- 17 augustus: einde van de Japanse vazalstaat Filipijnen. Het gebied gaat weer bij de Verenigde Staten horen.
- 23 augustus: einde van de Japanse vazalstaat Keizerrijk Vietnam. Het gebied komt weer toe aan Frankrijk als onderdeel van Frans-Indochina.
- 26 augustus: Hongkong gaat weer bij het Verenigd Koninkrijk horen (voorheen Japans bezet gebied).
- Augustus: einde van de vazalstaat Vrij India.
- 2 september: Japan geeft zich over en wordt bezet door onder andere de Verenigde Staten en de Sovjet-Unie.
- 2 september: de Democratische Republiek Vietnam verklaart zich onafhankelijk van Frankrijk (onderdeel van Frans-Indochina).
- 4 september: het door Japan bezette Wake komt weer bij de Verenigde Staten.
- 8 september: Terengganu, Perlis, Kedah en Kelantan gaan weer bij het Verenigd Koninkrijk horen (voorheen Japans bezet gebied).
- 9 september: einde van de Japanse vazalstaat Japans-China. Het gebied gaat weer bij China horen.
- 10 september: einde van de Japanse bezetting van Noord-Borneo. Het gebied komt te vallen onder het Britse militaire bestuur over Borneo.
- 11 september: einde van de Japanse bezetting van Sarawak op Borneo. Het gebied komt te vallen onder het Britse militaire bestuur over Borneo.
- 11 september: Portugees-Timor gaat weer bij Portugal horen (voorheen Japans bezet gebied).
- 12 september: Straits Settlements, Johor en de Gefedereerde Malay Staten gaan weer bij het Verenigd Koninkrijk horen (voorheen Japans bezet gebied).
- 15 september: einde van de Sovjet-vazalstaat Volksrepubliek Korea. Korea wordt bezet door de Sovjet-Unie en de Verenigde Staten.
- 15 september: het voorheen door Japan bezette Nauru wordt een mandaatgebied van Australië, Nieuw-Zeeland en het Verenigd Koninkrijk.
- 23 september: einde van de Japanse vazalstaat Laos. Het gebied gaat weer deel uitmaken van Frans-Indochina.
- 29 september: einde van het Japanse bestuur over Nederlands-Indië.
- 11 oktober: heroprichting van de internationale zone Tanger.
- 16 oktober: einde van de Japanse vazalstaat Cambodja. Het gebied gaat weer deel uitmaken van Frans-Indochina.
- 25 oktober: het Japanse afhankelijke gebied Taiwan gaat bij China horen.
- 31 oktober: het Territorium Nieuw-Guinea komt weer onder Australisch bestuur.
- 5 november: einde van de geallieerde bezetting van Denemarken. Bornholm blijft nog tot 1946 door de Sovjet-Unie bezet.
- 12 december: Azerbeidzjan wordt onafhankelijk van het door de Sovjet-Unie bezette Iran als een Sovjet-vazalstaat.

## Algemeen erkende landen

### A
| Korte landsnaam (Nederlands) | Officiële landsnaam (Nederlands)   | Korte landsnaam (oorspronkelijke taal/talen) |
| ---------------------------- | ---------------------------------- | -------------------------------------------- |
| Afghanistan                  | Koninkrijk Afghanistan             | Dari en Pasjtoe: Afghānestān / افغانستان     |
| Albanië                      | Democratische Regering van Albanië | Albanees: Shqipëria                          |
| Andorra                      | Vorstendom Andorra                 | Catalaans: Andorra                           |
| Argentinië                   | Argentijnse Republiek              | Spaans: Argentina                            |
| Australië                    | Gemenebest Australië               | Engels: Australia                            |

### B
| Korte landsnaam (Nederlands) | Officiële landsnaam (Nederlands)               | Korte landsnaam (oorspronkelijke taal/talen)      |
| ---------------------------- | ---------------------------------------------- | ------------------------------------------------- |
| België                       | Koninkrijk België                              | Duits: Belgien Frans: Belgique Nederlands: België |
| Bolivia                      | Republiek Bolivia                              | Spaans: Bolivia                                   |
| Brazilië                     | Republiek van de Verenigde Staten van Brazilië | Portugees: Brasil                                 |

### C
| Korte landsnaam (Nederlands) | Officiële landsnaam (Nederlands) | Korte landsnaam (oorspronkelijke taal/talen) |
| ---------------------------- | -------------------------------- | -------------------------------------------- |
| Canada                       | Dominion Canada                  | Engels en Frans: Canada                      |
| Chili                        | Republiek Chili                  | Spaans: Chile                                |
| China                        | Republiek China                  | Mandarijn: Zhongguo / 中國                   |
| Colombia                     | Republiek Colombia               | Spaans: Colombia                             |
| Costa Rica                   | Republiek Costa Rica             | Spaans: Costa Rica                           |
| Cuba                         | Republiek Cuba                   | Spaans: Cuba                                 |

### D
| Korte landsnaam (Nederlands)  | Officiële landsnaam (Nederlands) | Korte landsnaam (oorspronkelijke taal/talen) |
| ----------------------------- | -------------------------------- | -------------------------------------------- |
| Denemarken (vanaf 5 november) | Koninkrijk Denemarken            | Deens: Danmark                               |
| Dominicaanse Republiek        | Dominicaanse Republiek           | Spaans: Republica Dominicana                 |
| nazi-Duitsland (tot 8 mei)    | Groot-Duitse Rijk                | Duits: Deutschland                           |

### E
| Korte landsnaam (Nederlands) | Officiële landsnaam (Nederlands) | Korte landsnaam (oorspronkelijke taal/talen) |
| ---------------------------- | -------------------------------- | -------------------------------------------- |
| Ecuador                      | Republiek Ecuador                | Spaans: Ecuador                              |
| El Salvador                  | Republiek El Salvador            | Spaans: El Salvador                          |
| Ethiopië                     | Keizerrijk Ethiopië              | Amhaars: Ītyop'iya / ኢትዮጵያ                   |

### F
| Korte landsnaam (Nederlands) | Officiële landsnaam (Nederlands) | Korte landsnaam (oorspronkelijke taal/talen) |
| ---------------------------- | -------------------------------- | -------------------------------------------- |
| Frankrijk                    | Franse Republiek                 | Frans: France                                |

### G
| Korte landsnaam (Nederlands) | Officiële landsnaam (Nederlands) | Korte landsnaam (oorspronkelijke taal/talen) |
| ---------------------------- | -------------------------------- | -------------------------------------------- |
| Griekenland                  | Koninkrijk Griekenland           | Grieks: Hellas / 'Ελλας                      |
| Guatemala                    | Republiek Guatemala              | Spaans: Guatemala                            |

### H
| Korte landsnaam (Nederlands) | Officiële landsnaam (Nederlands) | Korte landsnaam (oorspronkelijke taal/talen) |
| ---------------------------- | -------------------------------- | -------------------------------------------- |
| Haïti                        | Republiek Haïti                  | Frans: Haïti                                 |
| Honduras                     | Republiek Honduras               | Spaans: Honduras                             |

### I
| Korte landsnaam (Nederlands) | Officiële landsnaam (Nederlands) | Korte landsnaam (oorspronkelijke taal/talen) |
| ---------------------------- | -------------------------------- | -------------------------------------------- |
| Ierland                      | Ierland                          | Engels: Ireland Iers: Éire                   |
| IJsland                      | IJsland                          | IJslands: Ísland                             |

### J
| Korte landsnaam (Nederlands)        | Officiële landsnaam (Nederlands)  | Korte landsnaam (oorspronkelijke taal/talen)                                    |
| ----------------------------------- | --------------------------------- | ------------------------------------------------------------------------------- |
| Japans Keizerrijk (tot 2 september) | Groot Keizerrijk Japan            | Japans: Nihon / 日本                                                            |
| Jemen                               | Mutawakkilitisch Koninkrijk Jemen | Arabisch: al-Yaman / اليمن                                                      |
| Joegoslavië                         | Democratisch Federaal Joegoslavië | Macedonisch en Servo-Kroatisch: Jugoslavija / Југославија Sloveens: Jugoslavija |

### L
| Korte landsnaam (Nederlands) | Officiële landsnaam (Nederlands) | Korte landsnaam (oorspronkelijke taal/talen) |
| ---------------------------- | -------------------------------- | -------------------------------------------- |
| Liberia                      | Republiek Liberia                | Engels: Liberia                              |
| Liechtenstein                | Vorstendom Liechtenstein         | Duits: Liechtenstein                         |
| Luxemburg (vanaf 12 april)   | Groothertogdom Luxemburg         | Duits: Luxemburg Frans: Luxembourg           |

### M
| Korte landsnaam (Nederlands) | Officiële landsnaam (Nederlands) | Korte landsnaam (oorspronkelijke taal/talen) |
| ---------------------------- | -------------------------------- | -------------------------------------------- |
| Mexico                       | Verenigde Mexicaanse Staten      | Spaans: México                               |
| Monaco                       | Vorstendom Monaco                | Frans: Monaco                                |

### N
| Korte landsnaam (Nederlands) | Officiële landsnaam (Nederlands) | Korte landsnaam (oorspronkelijke taal/talen) |
| ---------------------------- | -------------------------------- | -------------------------------------------- |
| Nederland (vanaf 5 mei)      | Koninkrijk der Nederlanden       | Nederlands: Nederland                        |
| Nepal                        | Koninkrijk Nepal                 | Nepalees: Nepal / नेपाल                        |
| Nicaragua                    | Republiek Nicaragua              | Spaans: Nicaragua                            |
| Noorwegen (vanaf 8 mei)      | Koninkrijk Noorwegen             | Bokmål: Norge Nynorsk: Noreg                 |

### P
| Korte landsnaam (Nederlands) | Officiële landsnaam (Nederlands) | Korte landsnaam (oorspronkelijke taal/talen) |
| ---------------------------- | -------------------------------- | -------------------------------------------- |
| Panama                       | Republiek Panama                 | Spaans: Panamá                               |
| Paraguay                     | Republiek Paraguay               | Spaans: Paraguay                             |
| Peru                         | Peruviaanse Republiek            | Spaans: Perú                                 |
| Polen                        | Republiek Polen                  | Pools: Polska                                |
| Portugal                     | Portugese Republiek              | Portugees: Portugal                          |

### S
| Korte landsnaam (Nederlands)               | Officiële landsnaam (Nederlands)                 | Korte landsnaam (oorspronkelijke taal/talen)          |
| ------------------------------------------ | ------------------------------------------------ | ----------------------------------------------------- |
| San Marino                                 | Republiek San Marino                             | Italiaans: San Marino                                 |
| Saoedi-Arabië                              | Koninkrijk Saoedi-Arabië                         | Arabisch: al-ʿArabiya as-Saʿūdiyya / العربيّة السعودية |
| Sovjet-Unie                                | Unie van Socialistische Sovjetrepublieken (USSR) | Russisch: Sovjetski Sojoez / Советский Союз           |
| (tot 11 oktober) Spanje (vanaf 11 oktober) | Spaanse Staat                                    | Spaans: España                                        |

### T
| Korte landsnaam (Nederlands)      | Officiële landsnaam (Nederlands) | Korte landsnaam (oorspronkelijke taal/talen)         |
| --------------------------------- | -------------------------------- | ---------------------------------------------------- |
| Thailand                          | Koninkrijk Thailand              | Thai: Prathet Thai / ประเทศไทย                       |
| Tsjecho-Slowakije (vanaf 4 april) | Tsjecho-Slowaakse Republiek      | Slowaaks: Česko-Slovensko Tsjechisch: Československo |
| Turkije                           | Republiek Turkije                | Turks: Türkiye                                       |

### U
| Korte landsnaam (Nederlands) | Officiële landsnaam (Nederlands)    | Korte landsnaam (oorspronkelijke taal/talen) |
| ---------------------------- | ----------------------------------- | -------------------------------------------- |
| Uruguay                      | Republiek ten oosten van de Uruguay | Spaans: Uruguay                              |

### V
| Korte landsnaam (Nederlands) | Officiële landsnaam (Nederlands)                          | Korte landsnaam (oorspronkelijke taal/talen) |
| ---------------------------- | --------------------------------------------------------- | -------------------------------------------- |
| Vaticaanstad                 | Staat Vaticaanstad                                        | Italiaans: Città del Vaticano                |
| Venezuela                    | Verenigde Staten van Venezuela                            | Spaans: Venezuela                            |
| Verenigd Koninkrijk          | Verenigd Koninkrijk van Groot-Brittannië en Noord-Ierland | Engels: United Kingdom                       |
| Verenigde Staten             | Verenigde Staten van Amerika                              | Engels: United States                        |

### Z
| Korte landsnaam (Nederlands) | Officiële landsnaam (Nederlands) | Korte landsnaam (oorspronkelijke taal/talen)                        |
| ---------------------------- | -------------------------------- | ------------------------------------------------------------------- |
| Zuid-Afrika                  | Unie van Zuid-Afrika             | Afrikaans: Suid-Afrika Engels: South Africa Nederlands: Zuid-Afrika |
| Zweden                       | Koninkrijk Zweden                | Zweeds: Sverige                                                     |
| Zwitserland                  | Zwitserse Bondsstaat             | Duits: Schweiz Frans: Suisse Italiaans: Svizzera                    |

## Dominions van het Britse Rijk
De dominions van het Britse Rijk hadden een grote mate van onafhankelijkheid. Met het Statuut van Westminster (1931) werden de dominions onafhankelijk van het Verenigd Koninkrijk, maar in Nieuw-Zeeland was het statuut nog niet geratificeerd door het lokale parlement. Newfoundland was de jure ook een dominion van het Britse Rijk, maar had in 1934 het zelfbestuur opgegeven.
| Korte landsnaam (Nederlands) | Officiële landsnaam (Nederlands) | Korte landsnaam (oorspronkelijke taal/talen) |
| ---------------------------- | -------------------------------- | -------------------------------------------- |
| Nieuw-Zeeland                | Dominion Nieuw-Zeeland           | Engels: New Zealand                          |

## Niet algemeen erkende landen
In onderstaande lijst zijn landen opgenomen die een ruime internationale erkenning misten, maar wel de facto onafhankelijk waren en de onafhankelijkheid hadden uitgeroepen.
| Korte landsnaam (Nederlands)                          | Officiële landsnaam (Nederlands) | Korte landsnaam (oorspronkelijke taal/talen)                     |
| ----------------------------------------------------- | -------------------------------- | ---------------------------------------------------------------- |
| Binnen-Mongolië (vanaf 9 september en tot 6 november) | Volksrepubliek Binnen-Mongolië   | Chinees: Nèiménggǔ Rénmín Gònghéguó / 內蒙古人民共和國 Mongools: |
| Indonesië (vanaf 17 augustus)                         | Republiek Indonesië              | Indonesisch: Indonesia                                           |
| (tot 7 oktober) Mongolië (vanaf 7 oktober)            | Volksrepubliek Mongolië          | Mongools: Mongol Uls / Монгол Улс /                              |
| Oost-Turkestan                                        | Oost-Turkestaanse Republiek      | Oeigoers: Sherqiy Türkistan / شەرقىي تۈركىستان                   |
| Tibet                                                 | Tibet                            | Tibetaans: Bod / བོད་                                             |
| Valsesia (tot 25 april)                               | Republiek Valsesia               | Italiaans: Valsesia                                              |
| Vietnam (vanaf 2 september)                           | Democratische Republiek Vietnam  | Vietnamees: Việt Nam                                             |

## Niet-onafhankelijke gebieden
Hieronder staat een lijst van afhankelijke gebieden inclusief Åland en Spitsbergen.

### Amerikaans-Britse condominia
| Korte landsnaam (Nederlands) | Status      | Korte landsnaam (oorspronkelijke taal/talen) |
| ---------------------------- | ----------- | -------------------------------------------- |
| Canton en Enderbury          | Condominium | Engels: Canton and Enderbury Islands         |

### Amerikaanse niet-onafhankelijke gebieden
De Amerikaanse Maagdeneilanden, de Filipijnen (tot 17 augustus door Japan bezet) en Puerto Rico waren organized unincorporated territories, wat wil zeggen dat het afhankelijke gebieden waren van de Verenigde Staten met een bepaalde vorm van zelfbestuur. Daarnaast waren er nog een aantal unorganized unincorporated territories: Amerikaans-Samoa, Baker, Guam, Howland, Jarvis, Johnston, Kingman, Midway, Navassa, de Panamakanaalzone, de Petreleilanden, Quita Sueño, Roncador, Serrana, Serranilla, de Swaneilanden en Wake (tot 4 september door Japan bezet). Deze gebieden waren ook afhankelijke gebieden van de VS, maar kenden geen vorm van zelfbestuur. Alaska en Hawaï waren als organized incorporated territories een integraal onderdeel van de VS en zijn derhalve niet in onderstaande lijst opgenomen. Groenland was een Deense kolonie, maar stond tijdens de Duitse bezetting van Denemarken onder Amerikaanse protectie.
Diverse eilandgebieden werden door de Verenigde Staten geclaimd als unorganized unincorporated territories, maar werden door andere landen bestuurd. De eilandgebieden Birnie, Caroline, Fanning, Flint, Funafuti, Gardner, Kersteiland, Malden, McKean, Nukufetau, Nukulaelae, Niulakita, Phoenix, Starbuck, Sydney, Vostok en Washington vielen onder het bestuur van het Verenigd Koninkrijk (als onderdeel van de Gilbert- en Ellice-eilanden). De eilandgebieden Manihiki, Penrhyn, Pukapuka en Rakahanga vielen onder het bestuur van de Nieuw-Zeeland (als onderdeel van de Cookeilanden); en de eilandgebieden Atafu, Bowditch en Nukunonu vielen onder het bestuur van Nieuw-Zeeland (als onderdeel van de Unie-eilanden, die bestuurd werden vanuit West-Samoa).
| Korte landsnaam (Nederlands)    | Status                                                         | Korte landsnaam (oorspronkelijke taal/talen)               |
| ------------------------------- | -------------------------------------------------------------- | ---------------------------------------------------------- |
| Amerikaanse Maagdeneilanden     | Organized unincorporated territory                             | Engels: United States Virgin Islands                       |
| Amerikaans-Samoa                | Unorganized unincorporated territory                           | Engels: American Samoa                                     |
| Baker                           | Unorganized unincorporated territory                           | Engels: Baker Island                                       |
| Groenland (tot 5 mei)           | Zichzelf besturende Deense kolonie onder Amerikaanse protectie | Deens: Grønland Engels: Greenland                          |
| Filipijnen (vanaf 17 augustus)  | Organized unincorporated territory (Gemenebest)                | Engels: Philippines Filipijns: Pilipinas Spaans: Filipinas |
| Guam                            | Unorganized unincorporated territory                           | Engels: Guam                                               |
| Howland                         | Unorganized unincorporated territory                           | Engels: Howland Island                                     |
| Jarvis                          | Unorganized unincorporated territory                           | Engels: Jarvis Island                                      |
| Johnston                        | Unorganized unincorporated territory                           | Engels: Johnston Atoll                                     |
| Kingman                         | Unorganized unincorporated territory                           | Engels: Kingman Reef                                       |
| Korea (vanaf 8 september)       | Militaire bezetting                                            | Engels: Korea Koreaans: Chosŏn / 한국                      |
| Midway                          | Unorganized unincorporated territory                           | Engels: Midway Islands                                     |
| Navassa                         | Unorganized unincorporated territory                           | Engels: Navassa Island                                     |
| Panamakanaalzone                | Unorganized unincorporated territory                           | Engels: Panama Canal Zone                                  |
| Petreleilanden                  | Unorganized unincorporated territory                           | Engels: Petrel Islands                                     |
| Puerto Rico                     | Organized unincorporated territory                             | Engels en Spaans: Puerto Rico                              |
| Quita Sueño                     | Unorganized unincorporated territory                           | Engels: Quitasueño Bank                                    |
| Riukiu-eilanden (vanaf 1 april) | Militaire bezetting                                            | Engels: Riukiu Islands Japans: Ryūkyū-shotō / 琉球諸島     |
| Roncador                        | Unorganized unincorporated territory                           | Engels: Roncador Bank                                      |
| Serrana                         | Unorganized unincorporated territory                           | Engels: Serrana Bank                                       |
| Serranilla                      | Unorganized unincorporated territory                           | Engels: Serranilla Bank                                    |
| Swaneilanden                    | Unorganized unincorporated territory                           | Engels: Swan Islands                                       |
| Wake (vanaf 4 september)        | Unorganized unincorporated territory                           | Engels: Wake Island                                        |

### Australisch-Brits-Nieuw-Zeelands territorium
| Korte landsnaam (Nederlands) | Status        | Korte landsnaam (oorspronkelijke taal/talen) |
| ---------------------------- | ------------- | -------------------------------------------- |
| Nauru (vanaf 15 september)   | Mandaatgebied | Engels: Nauru                                |

### Australische niet-onafhankelijke gebieden
De externe territoria van Australië werden door de Australische overheid gezien als een integraal onderdeel van Australië, maar werden vaak toch beschouwd als afhankelijke gebieden van Australië.
| Korte landsnaam (Nederlands)        | Status             | Korte landsnaam (oorspronkelijke taal/talen) |
| ----------------------------------- | ------------------ | -------------------------------------------- |
| Australisch Antarctisch Territorium | Extern territorium | Engels: Australian Antarctic Territory       |
| Nieuw-Guinea (vanaf 31 oktober)     | Mandaatgebied      | Engels: New Guinea                           |
| Norfolk                             | Extern territorium | Engels: Norfolk Island                       |
| Papoea                              | Extern territorium | Engels: Papua                                |

### Belgische niet-onafhankelijke gebieden
| Korte landsnaam (Nederlands) | Status        | Korte landsnaam (oorspronkelijke taal/talen)  |
| ---------------------------- | ------------- | --------------------------------------------- |
| Belgisch-Congo               | Kolonie       | Frans: Congo belge Nederlands: Belgisch-Congo |
| Ruanda-Urundi                | Mandaatgebied | Frans en Nederlands: Ruanda-Urundi            |

### Brits-Franse condominia
| Korte landsnaam (Nederlands) | Status      | Korte landsnaam (oorspronkelijke taal/talen)  |
| ---------------------------- | ----------- | --------------------------------------------- |
| Nieuwe Hebriden              | Condominium | Engels: New Hebrides Frans: Nouvelle-Hébrides |

### Britse niet-onafhankelijke gebieden
In onderstaande lijst zijn onder meer de Britse (kroon)kolonies en protectoraten weergegeven. Jersey, Guernsey en Man hadden als Britse Kroonbezittingen niet de status van kolonie, maar hadden een andere relatie tot het Verenigd Koninkrijk. Bhutan, Brunei, de Gefedereerde Maleise Staten, Johor, Kedah, Kelantan, Perlis, Terengganu en Tonga stonden als protected states onder Britse protectie, maar waren, in tegenstelling tot daadwerkelijke protectoraten, grotendeels autonoom aangaande interne aangelegenheden. De Britse Salomonseilanden, Canton en Enderbury (een Amerikaans-Brits condominium), Fiji (inclusief de Pitcairneilanden), de Gilbert- en Ellice-eilanden, de Nieuwe Hebriden (een Brits-Frans condominium) en Tonga werden door één enkele vertegenwoordiger van de Britse Kroon bestuurd onder de naam Britse West-Pacifische Territoria, maar zijn wel apart in de lijst opgenomen. Basutoland, Beetsjoeanaland en Swaziland werden door een vertegenwoordiger bestuurd onder de naam High Commission Territories, maar zijn ook apart in de lijst opgenomen. Bahrein, Koeweit, Muscat en Oman, Qatar en de Verdragsstaten waren protected states en vielen als zodanig onder de Persian Gulf Residency. Ook deze landen zijn apart in de lijst opgenomen. Newfoundland was de jure een onafhankelijk dominion, maar had in 1934 het zelfbestuur opgegeven. Brits-Indië is de term die refereert aan het Britse gezag op het Indische subcontinent. Het bestond uit gebieden die onder direct gezag vielen van de Britse Kroon (het eigenlijke Brits-Indië) en vele semi-onafhankelijke vorstenlanden (princely states) die door hun eigen lokale heersers werden bestuurd, maar onderhorig waren aan de Britse kolonisator. Deze vorstenlanden staan niet in onderstaande lijst vermeld, maar zijn weergegeven op de pagina vorstenlanden van Brits-Indië. Het Koninkrijk Egypte was sinds 1922 de jure onafhankelijk van het Verenigd Koninkrijk, maar stond tot aan de staatsgreep door de Vrije Officieren in 1952 onder grote Britse invloed. Het Britse militaire bestuur over Borneo omvatte Labuan (vanaf 10 juni), Noord-Borneo (vanaf 10 september), Brunei (vanaf 14 juni) en Sarawak (vanaf 11 september).
| Korte landsnaam (Nederlands)                     | Status                                                         | Korte landsnaam (oorspronkelijke taal/talen)                                                                  |
| ------------------------------------------------ | -------------------------------------------------------------- | --- |
| Aden                                             | Kroonkolonie                                                   | Engels: Aden Colony                                                                                           |
| Aden                                             | Protectoraat                                                   | Arabisch: Maḥmiyyat ʿAdan / محمية عدن Engels: Aden Protectorate                                               |
| Anglo-Egyptisch Soedan                           | Condominium                                                    | Arabisch: السودان الأنجلو مصري Engels: Anglo-Egyptian Sudan                                                   |
| Bahama-eilanden                                  | Kroonkolonie                                                   | Engels: The Bahamas                                                                                           |
| Bahrein                                          | Protected state                                                | Arabisch: al-Bahrayn / البحرين Engels: Bahrain                                                                |
| Barbados                                         | Kroonkolonie                                                   | Engels: Barbados                                                                                              |
| Basutoland                                       | Kolonie                                                        | Engels: Basutoland                                                                                            |
| Beetsjoeanaland                                  | Protectoraat                                                   | Engels: Bechuanaland                                                                                          |
| Bermuda                                          | Kroonkolonie                                                   | Engels: Bermuda                                                                                               |
| Bhutan                                           | Protected state: Koninkrijk Bhutan                             | Dzongkha: Druk Yul / འབྲུག་ཡུལ་ Engels: Bhutan                                                                   |
| Brits-Birma (vanaf 27 maart)                     | Kroonkolonie                                                   | Engels: Burma                                                                                                 |
| Borneo (vanaf 10 juni)                           | Militair bestuur                                               | Engels: Borneo                                                                                                |
| Brits-Ceylon                                     | Kroonkolonie                                                   | Engels: Ceylon                                                                                                |
| Britse Benedenwindse Eilanden                    | Kroonkolonie                                                   | Engels: British Leeward Islands                                                                               |
| Britse Bovenwindse Eilanden                      | Kroonkolonie                                                   | Engels: British Windward Islands                                                                              |
| Britse Goudkust                                  | Kroonkolonie                                                   | Engels: Gold Coast                                                                                            |
| Britse Salomonseilanden                          | Protectoraat                                                   | Engels: British Solomon Islands                                                                               |
| Brits-Guiana                                     | Kroonkolonie                                                   | Engels: British Guiana                                                                                        |
| Brits-Honduras                                   | Kroonkolonie                                                   | Engels: British Honduras                                                                                      |
| Brits-Indië                                      | Kroonkolonie                                                   | Engels: British Raj / Indian Empire / India                                                                   |
| Brits-Kameroen                                   | Mandaatgebied                                                  | Engels: Cameroons                                                                                             |
| Brits-Somaliland                                 | Protectoraat                                                   | Engels: British Somaliland                                                                                    |
| Brits-Togoland                                   | Mandaatgebied                                                  | Engels: British Togoland                                                                                      |
| Cyprus                                           | Kroonkolonie                                                   | Engels: Cyprus                                                                                                |
| Egeïsche Eilanden (vanaf 7 mei)                  | Britse militaire bezetting van de Italiaanse Egeïsche Eilanden | Engels: Aegean Islands                                                                                        |
| Egypte                                           | Vazalstaat: Koninkrijk Egypte                                  | Arabisch: Miṣr / مصر Engels: Egypt                                                                            |
| Eritrea                                          | Brits militair bestuur over Italiaans-Eritrea                  | Engels en Italiaans: Eritrea                                                                                  |
| Faeröer (tot 13 mei)                             | Militaire bezetting                                            | Deens: Færøerne Engels: Faroe Islands                                                                         |
| Falklandeilanden                                 | Kroonkolonie                                                   | Engels: Falkland Islands                                                                                      |
| Fiji                                             | Kolonie                                                        | Engels: Fiji                                                                                                  |
| Gambia                                           | Protectoraat en Kroonkolonie                                   | Engels: The Gambia                                                                                            |
| Gefedereerde Maleise Staten (vanaf 12 september) | Protected state                                                | Engels: Federated Malay States Maleis: Negeri-negeri Melayu Bersekutu / نڬري٢ ملايو برسكوتو                   |
| Gibraltar                                        | Kroonkolonie                                                   | Engels: Gibraltar                                                                                             |
| Gilbert- en Ellice-eilanden                      | Kroonkolonie                                                   | Engels: Gilbert and Ellice Islands                                                                            |
| Guernsey (vanaf 20 maart)                        | Brits Kroonbezit                                               | Engels: Guernsey Frans: Guernesey                                                                             |
| Heard en McDonaldeilanden                        | Overzees bezit                                                 | Engels: Heard Island and McDonald Islands                                                                     |
| Hongkong (vanaf 26 augustus)                     | Kroonkolonie                                                   | Engels: Hong Kong Kantonees: Hong Kong / 香港                                                                 |
| Irak                                             | Koninkrijk Irak onder Britse bezetting                         | Arabisch: al-ʿIrāq / العراق Engels: Iraq                                                                      |
| Jamaica                                          | Kroonkolonie                                                   | Engels: Jamaica                                                                                               |
| Jersey (vanaf 20 maart)                          | Brits Kroonbezit                                               | Engels en Frans: Jersey                                                                                       |
| Johor (vanaf 12 september)                       | Protected state                                                | Engels: Johor Maleis: Johor / جوهور                                                                           |
| Kedah (vanaf 8 september)                        | Protected state                                                | Engels: Kedah Maleis: Kedah / قدح                                                                             |
| Kelantan (vanaf 8 september)                     | Protected state                                                | Engels: Kelantan Maleis: Kelantan / كلنتن                                                                     |
| Kenia                                            | Kroonkolonie en protectoraat                                   | Engels: Kenya                                                                                                 |
| Koeweit                                          | Protected state: Sjeikdom Koeweit                              | Arabisch: al-Kuwayt / الكويت Engels: Kuwait                                                                   |
| Line-eilanden                                    | Overzees bezit                                                 | Engels: Line Islands                                                                                          |
| Maldivische Eilanden                             | Protectoraat: Sultanaat der Maldiven                           | Engels: Maldive Islands                                                                                       |
| Malta                                            | Kroonkolonie                                                   | Engels: Malta                                                                                                 |
| Man                                              | Brits Kroonbezit                                               | Engels: Isle of Man Manx-Gaelisch: Ellan Vannin                                                               |
| Mauritius                                        | Kroonkolonie                                                   | Engels: Mauritius                                                                                             |
| Muscat en Oman                                   | Protected state: Sultanaat Muscat en Oman                      | Arabisch: Umān / عُمان Engels: Oman                                                                            |
| Newfoundland                                     | Dominion zonder zelfbestuur                                    | Engels: Newfoundland                                                                                          |
| Nigeria                                          | Kroonkolonie en protectoraat                                   | Engels: Nigeria                                                                                               |
| Noord-Rhodesië                                   | Protectoraat                                                   | Engels: Northern Rhodesia                                                                                     |
| Nyasaland                                        | Protectoraat                                                   | Engels: Nyasaland                                                                                             |
| Oeganda                                          | Protectoraat                                                   | Engels: Uganda                                                                                                |
| Palestina                                        | Mandaatgebied                                                  | Arabisch: Filasţīn / فلسطين Engels: Palestine Hebreeuws: Palestína (EY) / (פָּלֶשְׂתִּינָה (א"י                       |
| Perlis (vanaf 8 september)                       | Protected state                                                | Engels: Perlis Maleis: Perlis / ﭬﺮليس                                                                         |
| Prins Edwardeilanden                             | Overzees bezit                                                 | Engels: Prince Edward Islands                                                                                 |
| Qatar                                            | Protected state                                                | Arabisch: Qatar / قطر Engels: Qatar                                                                           |
| Seychellen                                       | Kroonkolonie                                                   | Engels: Seychelles                                                                                            |
| Sierra Leone                                     | Kroonkolonie en protectoraat                                   | Engels: Sierra Leone                                                                                          |
| Sint-Helena                                      | Kroonkolonie                                                   | Engels: Saint Helena                                                                                          |
| Somalië                                          | Brits militair bestuur over Italiaans-Somaliland               | Engels en Italiaans: Somalia                                                                                  |
| Straits Settlements (vanaf 12 september)         | Protectoraat                                                   | Chinees: Hǎixiá zhímíndì / 海峡殖民地 Engels: Straits Settlements Maleis: Negeri-Negeri Selat / نڬري-نڬري سلت |
| Suezkanaalzone                                   | Kroonkolonie                                                   | Engels: Suez Canal Zone                                                                                       |
| Swaziland                                        | Protectoraat: Koninkrijk Swaziland                             | Engels: Swaziland Swazi: eSwatini                                                                             |
| Tanganyika                                       | Mandaatgebied                                                  | Engels: Tanganyika                                                                                            |
| Terengganu (vanaf 8 september)                   | Protected state                                                | Engels: Terengganu Maleis: Terengganu / ترڠڬانو                                                               |
| Tonga                                            | Protected state: Koninkrijk Tonga                              | Engels en Tongaans: Tonga                                                                                     |
| Transjordanië                                    | Mandaatgebied: Emiraat Transjordanië                           | Arabisch: Sharq al-ʾUrdun / شرق الأردن Engels: Transjordan                                                    |
| Trinidad en Tobago                               | Kroonkolonie                                                   | Engels: Trinidad and Tobago                                                                                   |
| Verdragsstaten                                   | Protected states                                               | Arabisch: ولايات الساحل المتصالح Engels: Trucial States                                                       |
| Zanzibar                                         | Protectoraat: Sultanaat Zanzibar                               | Arabisch: Zanjibār / زنجبار Engels: Zanzibar                                                                  |
| Zuid-Rhodesië                                    | Kroonkolonie                                                   | Engels: Southern Rhodesia                                                                                     |

### Brits-Russische niet-onafhankelijke gebieden
| Korte landsnaam (Nederlands) | Status                                              | Korte landsnaam (oorspronkelijke taal/talen)              |
| ---------------------------- | --------------------------------------------------- | --------------------------------------------------------- |
| Iran                         | Keizerrijk Iran onder Britse en Russische bezetting | Engels: Iran Perzisch: Īrān / ایران Russisch: Iran / Иран |

### Deense niet-onafhankelijke gebieden
Gedurende de Tweede Wereldoorlog waren de Faeröer door de Britten bezet en stond Groenland onder Amerikaanse protectie.
| Korte landsnaam (Nederlands) | Status    | Korte landsnaam (oorspronkelijke taal/talen) |
| ---------------------------- | --------- | -------------------------------------------- |
| Faeröer (vanaf 13 mei)       | Provincie | Deens: Færøerne                              |
| Groenland (vanaf 5 mei)      | Kolonie   | Deens: Grønland                              |

### Duitse niet-onafhankelijke gebieden
| Korte landsnaam (Nederlands)                | Status                                       | Korte landsnaam (oorspronkelijke taal/talen)        |
| ------------------------------------------- | -------------------------------------------- | --------------------------------------------------- |
| Bohemen en Moravië (tot 13 mei)             | Protectoraat                                 | Duits: Böhmen und Mähren Tsjechisch: Čechy a Morava |
| Denemarken (tot 5 mei)                      | Koninkrijk Denemarken onder Duitse bezetting | Deens: Danmark Duits: Dänemark                      |
| Frankrijk (tot 22 april)                    | Bezet gebied (zone sud)                      | Frans: France                                       |
| Hongarije (tot 7 mei)                       | Vazalstaat: Hongaarse Staat                  | Hongaars: Magyar                                    |
| Italiaanse Sociale Republiek (tot 25 april) | Vazalstaat                                   | Italiaans: Repubblica Sociale Italiana              |
| Kroatië (tot 8 mei)                         | Vazalstaat: Onafhankelijke Staat Kroatië     | Kroatisch: Hrvatska                                 |
| Nederland (tot 5 mei)                       | Reichskommissariat Niederlande               | Duits: Niederlande Nederlands: Nederland            |
| Noorwegen (tot 8 mei)                       | Reichskommissariat Norwegen                  | Bokmål: Norge Duits: Norwegen Nynorsk: Noreg        |
| Ostland (tot 8 mei)                         | Reichskommissariat Ostland                   | Duits: Ostland                                      |
| Slowakije (tot 4 april)                     | Vazalstaat: Slowaakse Republiek              | Slowaaks: Slovensko                                 |

### Finse niet-onafhankelijke gebieden
Åland maakte eigenlijk integraal onderdeel uit van Finland, maar heeft sinds de Vrede van Parijs (1856) een internationaal erkende speciale status met grote autonomie.
| Korte landsnaam (Nederlands) | Status          | Korte landsnaam (oorspronkelijke taal/talen) |
| ---------------------------- | --------------- | -------------------------------------------- |
| Åland                        | Autonoom gebied | Zweeds: Åland                                |

### Franse niet-onafhankelijke gebieden
Frans-West-Afrika was een federatie van Franse koloniën bestaande uit Dahomey, Frans-Guinea, Frans-Soedan, Ivoorkust, Mauritanië, Niger en Senegal. Frans-Equatoriaal Afrika was een kolonie die bestond uit vier territoria: Gabon, Midden-Congo, Oubangui-Chari en Tsjaad. De Unie van Indochina, ofwel Frans-Indochina, was een federatie die bestond uit het Protectoraat Cambodja, het Koninkrijk Laos, het Protectoraat Annam, het Protectoraat Tonkin en de kolonie Frans-Cochin-China. De Unie van Indochina stond tot 9 maart onder controle van het Vichy-regime en vervolgens tot 15 augustus onder Japanse bezetting. De Democratische Republiek Vietnam (Noord-Vietnam) verklaarde zich in 1945 onafhankelijk en had de controle over een deel van Tonkin en Annam. Algerije werd, met uitzondering van de zuidelijke territoria, bestuurd als een integraal onderdeel van Frankrijk, maar is wel apart in de lijst opgenomen.
| Korte landsnaam (Nederlands)                          | Status                                                                 | Korte landsnaam (oorspronkelijke taal/talen) |
| ----------------------------------------------------- | ---------------------------------------------------------------------- | -------------------------------------------- |
| Algerije                                              | Verzameling departementen en territoria                                | Frans: Algérie                               |
| Frans-Equatoriaal-Afrika                              | Kolonie                                                                | Frans: Afrique équatoriale française         |
| Frans-Guyana                                          | Kolonie                                                                | Frans: Guyane                                |
| Frans-Indië                                           | Kolonie                                                                | Frans: Établissements français de l'Inde     |
| Frans-Kameroen                                        | Mandaatgebied                                                          | Frans: Cameroun                              |
| Frans-Madagaskar                                      | Kolonie                                                                | Frans: Madagascar                            |
| Frans-Marokko                                         | Protectoraat                                                           | Arabisch: al-Maghrib / المغرب Frans: Maroc   |
| Frans-Oceanië                                         | Kolonie                                                                | Frans: Océanie française                     |
| Frans-Somaliland                                      | Kolonie                                                                | Frans: Côte française des Somalis            |
| Frans-Togoland                                        | Mandaatgebied                                                          | Frans: Togoland français                     |
| Frans-West-Afrika                                     | Kolonie                                                                | Frans: Afrique occidentale française         |
| Guadeloupe                                            | Kolonie                                                                | Frans: Guadeloupe                            |
| Inini                                                 | Kolonie                                                                | Frans: Inini                                 |
| Martinique                                            | Kolonie                                                                | Frans: Martinique                            |
| Nieuw-Caledonië                                       | Kolonie                                                                | Frans: Nouvelle-Calédonie                    |
| Réunion                                               | Kolonie                                                                | Frans: Réunion                               |
| Saint-Pierre en Miquelon                              | Kolonie                                                                | Frans: Saint-Pierre et Miquelon              |
| Tunesië                                               | Protectoraat                                                           | Arabisch: Tūnis / تونس Frans: Tunisie        |
| Unie van Indochina (tot 9 maart en vanaf 15 augustus) | Federatie van Franse koloniën en protectoraten: Indo-Chinese Federatie | Frans: Fédération indochinoise               |
| Wallis en Futuna                                      | Kolonie                                                                | Frans: Wallis-et-Futuna                      |

### Niet-onafhankelijke gebieden onder geallieerde bezetting
| Korte landsnaam (Nederlands)                | Status                                                        | Korte landsnaam (oorspronkelijke taal/talen)          |
| ------------------------------------------- | ------------------------------------------------------------- | ----------------------------------------------------- |
| Denemarken (van 5 mei tot 5 november)       | Koninkrijk Denemarken onder geallieerde bezetting             | Deens: Danmark                                        |
| (vanaf 12 november) Duitsland (vanaf 8 mei) | Duitsland onder geallieerde bezetting                         | Duits: Deutschland                                    |
| Italië                                      | Koninkrijk Italië onder geallieerde bezetting                 | Italiaans: Italia                                     |
| Japan (vanaf 2 september)                   | Geallieerde bezetting van Japan                               | Japans: Nihon / 日本                                  |
| Libanon                                     | Republiek Libanon onder een Brits-Franse militaire bezetting  | Arabisch: Lubnān / لبنان Engels: Lebanon Frans: Liban |
| Libië                                       | Geallieerde bezetting van Libië                               | Arabisch: Lībiyā / ليبيا Engels: Libya Frans: Libye   |
| Oostenrijk (vanaf 13 april)                 | Republiek Oostenrijk onder geallieerde bezetting              | Duits: Österreich                                     |
| Syrië                                       | Syrische Republiek onder een Brits-Franse militaire bezetting | Arabisch: Engels: Syria Frans: Syrie                  |

### Internationale niet-onafhankelijke gebieden
| Korte landsnaam (Nederlands) | Status              | Korte landsnaam (oorspronkelijke taal/talen)                         |
| ---------------------------- | ------------------- | -------------------------------------------------------------------- |
| Tanger (vanaf 11 oktober)    | Internationale zone | Arabisch: Ṭanjah / طنجة Engels: Tangier Frans: Tanger Spaans: Tánger |

### Italiaanse niet-onafhankelijke gebieden
De Italiaanse Egeïsche Eilanden stonden onder Duitse bezetting en waren formeel een onderdeel van de Italiaanse Sociale Republiek, een vazalstaat van Duitsland.
| Korte landsnaam (Nederlands)             | Status  | Korte landsnaam (oorspronkelijke taal/talen)           |
| ---------------------------------------- | ------- | ------------------------------------------------------ |
| Italiaanse Egeïsche Eilanden (tot 7 mei) | Kolonie | Italiaans: Possedimenti Italiani delle isole dell'Egeo |

### Japanse niet-onafhankelijke gebieden
| Korte landsnaam (Nederlands)           | Status                                                              | Korte landsnaam (oorspronkelijke taal/talen)               |
| -------------------------------------- | ------------------------------------------------------------------- | ---------------------------------------------------------- |
| Birma (tot 27 maart)                   | Vazalstaat: Staat Birma                                             | Birmaans: ဗမာ Engels: Burma Japans: Biruma-koku / ビルマ国  |
| Borneo (tot 10 september)              | Bezet gebied                                                        | Japans:                                                    |
| Cambodja (van 18 maart tot 16 oktober) | Vazalstaat: Koninkrijk Cambodja                                     | Japans: Khmer: Kampuchéa / កម្ពុជា                            |
| Filipijnen (tot 17 augustus)           | Vazalstaat: Republiek van de Filipijnen                             | Filipijns: Pilipinas Japans: Firipin / フィリピン          |
| Hongkong (tot 26 augustus)             | Bezet gebied                                                        | Japans:                                                    |
| Japans-China (tot 9 september)         | Vazalstaat: Republiek China                                         | Chinees: Zhōnghuá Mínguó / 中華民國 Japans:                |
| Korea (tot 15 augustus)                | Afhankelijk gebied                                                  | Japans: Chōsen Koreaans: Chosŏn / 한국                     |
| Laos (van 8 april tot 23 september)    | Vazalstaat: Koninkrijk Laos                                         | Laotiaans: Lao / ນລາວ Japans: ラオス                       |
| Malakka (tot 12 september)             | Bezet gebied                                                        | Japans:                                                    |
| Mantsjoekwo (tot 15 augustus)          | Vazalstaat: Grote Keizerrijk Mantsjoekwo                            | Chinees: Mănzhōu Guó / 滿洲國 Japans: Manshū koku / 滿洲國 |
| Nauru (tot 15 september)               | Bezet gebied                                                        | Japans:                                                    |
| Nederlands-Indië (tot 29 september)    | Bezet gebied                                                        | Japans: Nederlands: Nederlands-Indië                       |
| Taiwan (tot 25 oktober)                | Afhankelijk gebied                                                  | Chinees: 臺灣 Japans:                                      |
| Vietnam (van 11 maart tot 23 augustus) | Vazalstaat: Keizerrijk Vietnam                                      | Japans: ベトナム帝国 Vietnamees: Việt Nam                  |
| Vrij India (tot augustus)              | Vazalstaat: Voorlopige Regering van Vrij India (ook wel: Azad Hind) | Hindi: Japans:                                             |
| Wake (tot 4 september)                 | Bezet gebied                                                        | Japans: ウェーク島                                         |
| Zuid-Pacifisch Mandaatgebied           | Mandaatgebied                                                       | Japans: Nan'yō-chō / 南洋庁                                |

### Nederlandse niet-onafhankelijke gebieden
Tijdens de Duitse bezetting van Nederland stonden de Nederlandse koloniën onder Nederlands bestuur.
| Korte landsnaam (Nederlands) | Status             | Korte landsnaam (oorspronkelijke taal/talen) |
| ---------------------------- | ------------------ | -------------------------------------------- |
| Curaçao                      | Overzees rijksdeel | Nederlands: Gebiedsdeel Curaçao              |
| Suriname                     | Overzees rijksdeel | Nederlands: Suriname                         |

### Nieuw-Zeelandse niet-onafhankelijke gebieden
| Korte landsnaam (Nederlands) | Status             | Korte landsnaam (oorspronkelijke taal/talen) |
| ---------------------------- | ------------------ | -------------------------------------------- |
| Cookeilanden                 | Afhankelijk gebied | Engels: Cook Islands                         |
| Niue                         | Afhankelijk gebied | Engels: Niue                                 |
| Ross Dependency              | Afhankelijk gebied | Engels: Ross Dependency                      |
| Unie-eilanden                | Afhankelijk gebied | Engels:Union Islands                         |
| West-Samoa                   | Mandaatgebied      | Engels: Western Samoa                        |

### Noorse niet-onafhankelijke gebieden
Spitsbergen maakte eigenlijk integraal onderdeel uit van Noorwegen, maar had volgens het Spitsbergenverdrag een internationaal erkende speciale status met grote autonomie. Jan Mayen viel niet onder het Spitsbergenverdrag, maar werd wel bestuurd door de gouverneur van Spitsbergen. Tijdens de Duitse bezetting van Noorwegen stond Jan Mayen niet onder Duitse bezetting.
| Korte landsnaam (Nederlands)    | Status                                                 | Korte landsnaam (oorspronkelijke taal/talen) |
| ------------------------------- | ------------------------------------------------------ | -------------------------------------------- |
| Bouvet (vanaf 8 mei)            | Afhankelijk gebied                                     | Noors: Bouvetøya                             |
| Jan Mayen                       | Gebied onder bestuur van de gouverneur van Spitsbergen | Noors: Jan Mayen                             |
| Koningin Maudland (vanaf 8 mei) | Afhankelijk gebied                                     | Noors: Dronning Maud Land                    |
| Peter I-eiland (vanaf 8 mei)    | Afhankelijk gebied                                     | Noors: Per 1.s øy                            |
| Spitsbergen (vanaf 8 mei)       | Gebied met speciale status                             | Noors: Svalbard                              |

### Portugese niet-onafhankelijke gebieden
| Korte landsnaam (Nederlands)                | Status  | Korte landsnaam (oorspronkelijke taal/talen) |
| ------------------------------------------- | ------- | -------------------------------------------- |
| Kaapverdië                                  | Kolonie | Portugees: Cabo Verde                        |
| Macau                                       | Kolonie | Portugees: Macau                             |
| Portugees-Guinea                            | Kolonie | Portugees: Guiné Portuguesa                  |
| Portugees-Indië (ook wel: Goa)              | Kolonie | Portugees: Estado da Índia Portuguesa        |
| Portugees-Oost-Afrika (ook wel: Mozambique) | Kolonie | Portugees: África Oriental Portuguesa        |
| Portugees-Timor (vanaf 11 september)        | Kolonie | Portugees: Timor Português                   |
| Portugees-West-Afrika (ook wel: Angola)     | Kolonie | Portugees: África Ocidental Portuguesa       |
| Sao Tomé en Principe                        | Kolonie | Portugees: São Tomé e Príncipe               |

### Niet-onafhankelijke gebieden van de Sovjet-Unie
| Korte landsnaam (Nederlands)                                      | Status | Korte landsnaam (oorspronkelijke taal/talen)      |
| ----------------------------------------------------------------- | --- | ------------------------------------------------- |
| Azerbeidzjan (vanaf 12 december)                                  | Vazalstaat | Azerbeidzjaans: Azərbaycan Russisch:              |
| Bornholm (vanaf 9 mei)                                            | Militaire bezetting | Deens: Bornholm Russisch: Борнхольм               |
| Bulgarije                                                         | Koninkrijk Bulgarije onder militaire bezetting van de Sovjet-Unie                                                                       | Bulgaars: Bălgarija / България Russisch: Болгария |
| Finland                                                           | Republiek Finland onder militaire bezetting van de Sovjet-Unie                                                                          | Fins: Suomi Russisch: Финляндия Zweeds: Finland   |
| Hongarije (vanaf 7 mei)                                           | Koninkrijk Hongarije onder bezetting door de Sovjet-Unie                                                                                | Hongaars: Magyar Russisch: Венгрия                |
| (tot 15 september) Korea (vanaf 15 augustus) (vanaf 15 september) | Vazalstaat: Volksrepubliek Korea (van 15 augustus tot 15 september) Militair bestuur van de Sovjet-Unie over Korea (vanaf 15 september) | Koreaans: Chōsen Russisch:                        |
| Roemenië                                                          | Koninkrijk Roemenië onder militaire bezetting van de Sovjet-Unie                                                                        | Roemeens: România Russisch: Румыния               |

### Spaanse niet-onafhankelijke gebieden
| Korte landsnaam (Nederlands)                       | Status       | Korte landsnaam (oorspronkelijke taal/talen)                                  |
| -------------------------------------------------- | ------------ | ----------------------------------------------------------------------------- |
| (tot 11 oktober) Ifni (vanaf 11 oktober)           | Protectoraat | Spaans: Ifni                                                                  |
| (tot 11 oktober) Spaans-Guinea (vanaf 11 oktober)  | Kolonie      | Spaans: Guinea Española                                                       |
| Spaans-Marokko                                     | Protectoraat | Arabisch: Isbāniyā fi-l-Magrib / إسبَانِيَا بالمَغْربْ Spaans: Español de Marruecos |
| (tot 11 oktober) Spaanse Sahara (vanaf 11 oktober) | Kolonie      | Spaans: Sahara Español                                                        |

### Zuid-Afrikaanse niet-onafhankelijke gebieden
| Korte landsnaam (Nederlands) | Status        | Korte landsnaam (oorspronkelijke taal/talen)                                    |
| ---------------------------- | ------------- | ------------------------------------------------------------------------------- |
| Zuidwest-Afrika              | Mandaatgebied | Afrikaans: Suidwes-Afrika Engels: South West Africa Nederlands: Zuidwest-Afrika |